# Увер
Увер (рус. Уверь) река је на северозападу европског дела Руске Федерације. Протиче преко територија Мошенског и Боровичког рејона на истоку Новгородске области. Десна је притока реке Мсте и део басена реке Волхов и Балтичког мора.
Увер је отока језера Коробожа, тече углавном у смеру југа дужином од 90 km. Површина сливног подручја је 3.930 km². Најважније притоке су Радољ и Сјежа.
Ширина речног корита је од 20 до 40 метара, а на реци се налазе остаци две бране.